# Белалкасар
Белалкасар (на испански: Belalcázar) е населено място и община в Испания. Намира се в провинция Кордоба, в състава на автономната област Андалусия. Общината влиза в състава на района (комарка) Вале де лос Педрочес. Заема площ от 355 km². Населението му е 3458 души (по преброяване от 2010 г.). Разстоянието до административния център на провинцията е 104 km.

## История
До средата на 16 век Белалкасар е владение на феодалния род Сотомайор, който построява живописно издигащия се над града замък. По-късно замъкът, заедно с околните владения, става притежание на рода Сунига.

## Демография
| 1900 | 1910 | 1920 | 1930   | 1940 | 1950 | 1960 | 1970 | 1981 | 1985 |
| ---- | ---- | ---- | ------ | ---- | ---- | ---- | ---- | ---- | ---- |
| 7682 | 8440 | 9374 | 10 186 | 9471 | 9590 | 8793 | 5425 | 4226 |      |

## Известни жители
- Себастиян де Белалкасар[1] — испански конкистадор, завоевател на Перу, Еквадор и Колумбия.